# IV Simfonija (Brukner)
Simfonija broj 4. Es - Dur, WAB 104, Romantična, Antona Bruknera

## Opšte karakteristike
Pored Betovenove Šeste, Pastoralne Simfonije, drugo kolosalno simfonijsko delo posvećeno prirodi je Simfonija  broj 4. Es-Dur, zvana Romantična, jednog od najvećih Vagnerovih sledbenika, Antona Bruknera.
To je prvo Bruknerovo simfonijsko remek-delo. Rad na njoj trajao je punih šest godina: započeta je 1874. godine, u nekoliko je navrata prerađivana, da bi svoju konačnu verziju i premijerno izvođenje doživela 1880. godine. Naziv Simfonije potiče od samog Bruknera, a delo se u celini može tumačiti kao romantika šume, kao prikaz religijskog, kosmičkog smisla prirode. Četiri opsežna, vrlo proširena klasična stava, obrazuju celinu trajanja 1 sat i 6 minuta.

## Analiza dela
Prvi stav je sonatni Langsamer - Etwas gemächlich und ausdrucksvoll (Lagano - Prilično mirno i izražajno). Nad tremolom gudača, rogovi daju svoje pritajene signale. Odgovaraju drveni duvači i flauta, svojom pastoralnom melodijom. Ostali instrumenti preuzimaju i tako se iz jezgra laganog uvoda, prelazi preko jednog vrhunca u sonatni prvi stav, čije su obe teme i treća koralna, sve u pastoralnoj atmosferi šume. U razvojnom delu, u njihovoj razradi, nastupa bruknerovski snažna igra i razrada tema, koja kulminira u snažnom koralu trombona. Sledi repriza i kolosalna koda u kojoj se Božanska glorifikacija prirode završava raskošnim ornamentiranjem signala u rogu. 
Drugi stav je Andante - Etwas langsamer (Nešto sporije) u tamnim tonskim bojama, sa karakterističnom čežnjvom temom violončela, koju preuzimaju drveni duvači. Drugu temu donose viole, a flauta ubacuje svoj durski motiv. Ovoj pesmi flaute, ubrzo se predaju voline i to je odraz prosvetljavanja harmonija. U razvojnom delu stava, rogovi vode glavnu reč i uvode u jedan koral sa karakterističnim dijalogom gudača i drvenih duvača. Sledi repriza stava, u kojoj svetlu temu flaute preuzimaju timpani i svojim tihim tremolom, u zamiranju i sa prizvukom sete, okončavaju ovaj stav. 
Treći stav je Scherzo (Skerco), čiji bočni delovi u igračkom pokretu lendlera (što je zatim i Gustavu Maleru služilo kao uzor) prikazuju zvučni kolorit scena u lovu. Središnji trio je religijski po karakteru. 
Finalni četvrti stav je najopsežniji deo Simfonije (traje 21 minut) i počinje fanfarama iz Skerca. Sledi jedan Largo, gde čitav orkestar nastupa unisono i donosi prvu temu - citat prve teme prvog stava - a onda i citat violončela iz Andantea, drugog stava. Druga je tema piu vivace, sa karakterističnim moduliranjima i dramatskim harmonskim i ritmičkim obrtima. Sledi razrada i preplitanje tema ovog tipično sonatnog finala, a onda, saglasno tipično Bruknerovoj simfonijskoj arhitekturi, nabujava snažna, veličanstvena koda koja efektno, blještavo, sjedinjava osnovni tematski materijal svih stavova Simfonije.

## Izvođači
Od svih Bruknerovih simfonija, Romantična se najčešće izvodi. Ima i brojne uspele interpretatore i stalnu publiku. Evo izvođača koji su posebno proslavili ovo Bruknerovo simfonijsko delo:
- Minhenska Filharmonija, dirigent: Serđu Čelibidake
- Simfonijski Orkestar Ruskog Ministarstva kulture, dirigent: Genadij Roždestvenski.
- Simfonijski Orkestar Austrijske Radio Televizije, dirigent: Milan Horvat
- Bečka Filharmonija, dirigent: Klaudio Abado
- Simfonijski Orkestar Bavarskog Radija, dirigent: Eugen Johum.